# El guapo del arrabal
El guapo del arrabal es una película sin sonido de Argentina dirigida por Julio Irigoyen sobre guion de Leopoldo Torres Ríos que se estrenó el 27 de marzo de 1923.

## Producción
El filme fue producido por Buenos Aires Film, una empresa dirigida por Julio Irigoyen que se caracterizaba por producir filmes clase “C” de muy bajo presupuesto y poca calidad artística, que en general eran historias con los  personajes característicos de la ciudad: guapos prostitutas, cantores de tango, jugadores en oscuros cafetines, hipódromos y salones aristocráticos. La mayoría eran películas de gauchos o típicamente porteñas, con tango o con canciones de tierra adentro. Es dificultoso acceder a información sobre esas películas, en primer lugar porque una parte no se estrenó en Buenos Aires sino en las provincias del interior de Argentina y también en otros países de América Latina, en segundo término porque Irigoyen no conservaba los negativos y en tercer lugar por el escaso interés que tenía por ellas la prensa especializada. Jorge Finkielman dice que:

"La deficiente actuación, dirección, producción y fotografía estaban al mismo nivel que se encuentran en otras películas estrenadas en la época tanto por este como por otros productores"

## Reparto
Actuaron en la película los siguientes intérpretes:
- Luis Poublan
- Noemí Labardén
- Matías A. de Torres
- Rodolfo Vismara
- Raquel Garín

## Comentario
Jorge Miguel Couselo dice que:

”Tanto El guapo del arrabal como en De nuestras pampas se inscriben en la temática sentimental que Ferreyra consagró como la gran vertiente popular del cine nacional. Los conceptos de virtud y pecado se dramatizan en oposiciones tajantes e inapelables.”